# Мауріціо Келі
Мауріціо Келі (італ. Maurizio Cheli, Дзокка, 4 травня 1959) — італійський льотчик, астронавт Європейського космічного агентства і 2-й астронавт Італії.

## Освіта
- Після закінчення 1978 ліцею М. Мінгетті в Болоньї поступив в італійську Військово-повітряну академію в Поццуолі, де навчався протягом чотирьох років.
- У 1982—1983 отримував льотну практику на американських авіабазах Венс (Оклахома) і Холломан (Нью-Мексико).
- 1984 направлений в 28-й авіакорпус третього повітряного крила ВПС Італії. Потім вступив у військовий коледж ВПС Італії, який закінчив у 1987 році.
- 1988 навчався в Імперській школі льотчиків-випробувачів в Боско-Даун (Велика Британія). Там він був відзначений призом Маккенни (англ. McKenna Trophy), як найкращий курсант.
- З 1989 — льотчик-випробувач льотно-дослідницького центру ВПС Італії в Пратика-ді-Маре, виконував польоти на винищувачі-бомбардувальнику Tornado і літаку-заправнику B-707 Tanker. Паралельно в 1989 році проходив навчання в Римському університеті Ла-Сапієнца з геофізики і в Хʼюстонському університеті, де отримав ступінь магістра наук з аерокосмічного машинобудування.

## Космічна підготовка
У 1990—1992 в Італії проходив відбір кандидатів для Європейського загону астронавтів (набір ESA-2). З 330 охочих, допущених до розгляду, в травні 1992 до загону потрапив лише один італієць — Мауріціо Келі. У серпні 1992 — серпні 1993 проходив загальнокосмічну підготовку в Центрі ім. Джонсона в США.
Отримавши кваліфікацію спеціаліста польоту, Мауріціо Келі був призначений в екіпаж місії STS-75.

## Політ на «Колумбії»
Свій єдиний космічний політ 36-річний Мауріціо Келі здійснив як фахівець польоту 22 лютого — 9 березня 1996. Основними завданнями місії STS-75 були виконання експериментів за програмами TSS-1R (друга спроба вивести на орбіту прив'язний супутник після невдалого досвіду в ході STS-46 в 1992 році), а також експериментів з матеріалознавства та фізики конденсованого стану за програмою USMP-3 (англ. United States Microgravity Payload).
Політ тривав 15 діб 17 годин 41 хвилину.

## Подальша діяльність
30 червня 1996 Мауріціо Келі залишив загін астронавтів ЄКА і повернувся на службу у ВПС Італії. Працював у авіакорпорації Alenia Aeronautica. З 1998 був головним льотчиком-випробувачем бойових літаків, зокрема, Eurofighter Typhoon. Загальний наліт становив понад 4500 годин на більше півсотні літаків.

## Інше
Одружений з Маріанною Мерчес. Разом написали італ. Tutto in un istante: le decisioni che tracciano il viaggio di una vita.